# Cebrio morio
Cebrio morio é uma espécie de insetos coleópteros polífagos pertencente à família Elateridae.
A autoridade científica da espécie é Leach, tendo sido descrita no ano de 1824.
Trata-se de uma espécie presente no território português.